# Gejjihalli, Hangal
Gejjihalli là một làng thuộc tehsil Hangal, huyện Haveri, bang Karnataka, Ấn Độ.